# AACTA International Awards 2012
Die 1. Verleihung der australischen AACTA International Awards (englisch 1st AACTA International Awards), die jährlich von der Australian Academy of Cinema and Television Arts (AACTA) vergeben werden, fand am 27. Januar 2012 im Soho House in West Hollywood statt. Sie ehrten die besten internationalen Filme des Jahres 2011 und sind so das Gegenstück zu den ebenfalls im Januar 2012 stattgefundenen ersten AACTA Awards für australische Filme. Die Verleihung wurde in Ausschnitten während der AACTA Awards bei Nine Network gezeigt.

## Übersicht
Die Nominierungen wurden am 15. Januar 2012 bekanntgegeben. Die Kategorien für den besten Film und für die Hauptdarsteller gab es in ähnlicher Form bereits bei den Verleihungen unter dem Namen AFI Awards, die anderen beiden sind komplett neu. Die meisten Nominierungen erhielten die Tragikomödie The Artist, der Endzeitfilm Melancholia und der Thriller We Need to Talk About Kevin, die jeweils vier Mal berücksichtigt wurden. Ebenfalls mehrere Nominierungen erhielten The Descendants – Familie und andere Angelegenheiten, The Ides of March – Tage des Verrats, Der große Crash – Margin Call, Die Kunst zu gewinnen – Moneyball, Midnight in Paris (jeweils 3), Hugo Cabret und The Tree of Life.
The Artist konnten als einziger Film drei Auszeichnungen gewinnen. Er setzte sich als bester Film, für die beste Regie (Michel Hazanavicius) und den besten Hauptdarsteller (Jean Dujardin) durch. Beim Drehbuch kam es zu einem Unentschieden, sodass George Clooney, Grant Heslov und Beau Willimon für The Ides of March als auch J. C. Chandor für Der große Crash gewürdigt wurden. Als beste Hauptdarstellerin gewann Meryl Streep für Die Eiserne Lady.

## Gewinner und Nominierte
| Film                                                 | N | A |
| ---------------------------------------------------- | - | - |
| The Artist                                           | 4 | 3 |
| Melancholia                                          | 4 | 0 |
| We Need to Talk About Kevin                          | 4 | 0 |
| Der große Crash – Margin Call                        | 3 | 1 |
| The Ides of March – Tage des Verrats                 | 3 | 1 |
| The Descendants – Familie und andere Angelegenheiten | 3 | 0 |
| Die Kunst zu gewinnen – Moneyball                    | 3 | 0 |
| Midnight in Paris                                    | 3 | 0 |
| Hugo Cabret                                          | 2 | 0 |
| The Tree of Life                                     | 2 | 0 |

### Bester Film
The Artist – Produktion: Thomas Langmann
The Descendants – Familie und andere Angelegenheiten (The Descendants) – Produktion: Jim Burke, Alexander Payne und Jim Taylor
Hugo Cabret (Hugo) – Produktion: Johnny Depp, Tim Headington, Graham King und Martin Scorsese
The Ides of March – Tage des Verrats (The Ides of March) – Produktion: George Clooney, Grant Heslov und Brian Oliver
Der große Crash – Margin Call (Margin Call) – Produktion: Robert Ogden Barnum, Michael Benaroya, Neal Dodson, Joe Jenckes, Corey Moosa und Zachary Quinto
Melancholia – Produktion: Meta Louise Foldager und Louise Vesth
Midnight in Paris – Produktion: Letty Aronson, Jaume Roures und Stephen Tenenbaum
Die Kunst zu gewinnen – Moneyball (Moneyball) – Produktion: Michael De Luca, Rachael Horovitz und Brad Pitt
The Tree of Life – Produktion: Dede Gardner, Sarah Green und Bill Pohlad
We Need to Talk About Kevin – Produktion: Jennifer Fox, Luc Roeg und Robert Salerno

### Beste Regie
Michel Hazanavicius – The Artist
Woody Allen – Midnight in Paris
J. C. Chandor – Der große Crash – Margin Call (Margin Call)
Terrence Malick – The Tree of Life
Lynne Ramsay – We Need to Talk About Kevin
Nicolas Winding Refn – Drive
Martin Scorsese – Hugo Cabret (Hugo)
Lars von Trier – Melancholia

### Bestes Drehbuch
George Clooney, Grant Heslov und Beau Willimon – The Ides of March – Tage des Verrats (The Ides of March)

J. C. Chandor – Der große Crash – Margin Call (Margin Call)
Michel Hazanavicius – The Artist
Nat Faxon, Alexander Payne und Jim Rash – The Descendants – Familie und andere Angelegenheiten (The Descendants)
Lars von Trier – Melancholia
Woody Allen – Midnight in Paris
Stan Chervin, Aaron Sorkin und Steven Zaillian – Die Kunst zu gewinnen – Moneyball (Moneyball)
Lynne Ramsay und Rory Stewart Kinnear – We Need to Talk About Kevin

### Bester Hauptdarsteller
Jean Dujardin – The Artist
George Clooney – The Descendants – Familie und andere Angelegenheiten (The Descendants)
Leonardo DiCaprio – J. Edgar
Michael Fassbender – Shame
Ryan Gosling – The Ides of March – Tage des Verrats (The Ides of March)
Brad Pitt – Die Kunst zu gewinnen – Moneyball (Moneyball)

### Beste Hauptdarstellerin
Meryl Streep – Die Eiserne Lady (The Iron Lady)
Glenn Close – Albert Nobbs
Kirsten Dunst – Melancholia
Tilda Swinton – We Need to Talk About Kevin
Mia Wasikowska – Jane Eyre
Michelle Williams – My Week with Marilyn